# Longicórnio-da-estrela
O longicórnio-da-estrela (Iberodorcadion brannani) é uma espécie de insetos coleópteros polífagos pertencente à família Cerambycidae.
A autoridade científica da espécie é Schaufuss, tendo sido descrita no ano de 1870.
Trata-se de uma espécie presente no território português, existindo apenas na Serra da Estrela.